# Akihiro Sato
Akihiro Sato (佐藤 晃大, Sato Akihiro) est un footballeur japonais né le 22 octobre 1986 à Zama. Il évolue au poste d'attaquant.

## Biographie
Avec le club du Gamba Osaka, il dispute 49 matchs en première division japonaise, inscrivant 13 buts. Le 11 août 2012, il marque un doublé en championnat, lors de la réception du Cerezo Osaka.
Il joue également cinq matchs en Ligue des champions d'Asie avec cette équipe.

## Palmarès
- Champion du Japon en 2014 avec le Gamba Osaka
- Champion du Japon de D2 en 2013 avec le Gamba Osaka